# Stanisław Smolnik

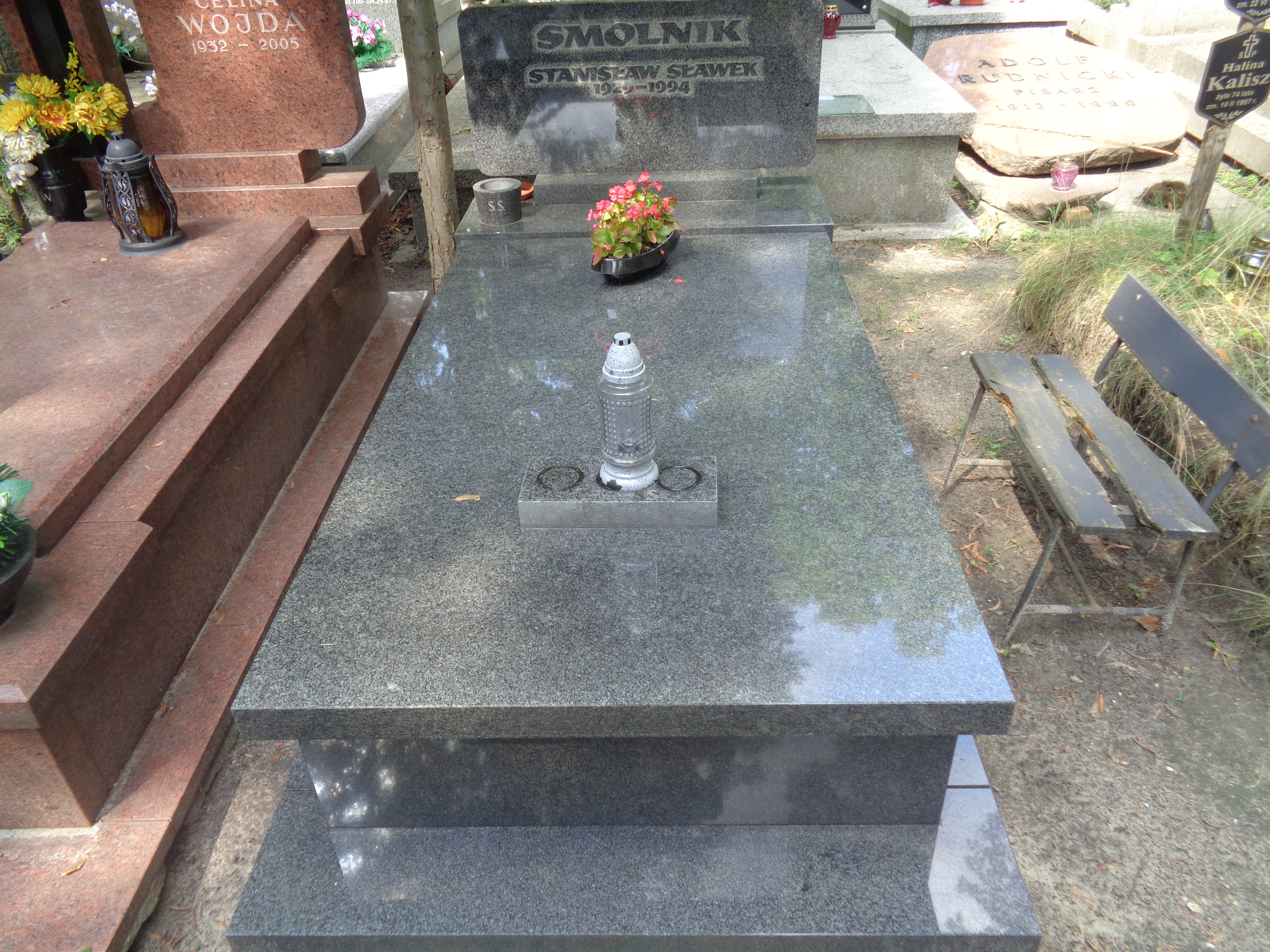
Grób Stanisława Smolnika na cmentarzu wojskowym na Powązkach

Stanisław Smolnik (ur. 1 lutego 1929 w Kamionce, zm. 24 października 1994) – pułkownik SB, wicedyrektor Departamentu II MSW PRL (1958–1960 i 1964–1971).

## Życiorys
Syn Szczepana i Heleny. Od 1 sierpnia 1949 pracował w WUBP w Katowicach jako lektor Wydziału Szkolenia, od 1 września 1950 referent, a od 1 lutego 1952 starszy referent Sekcji III Wydziału I. Od 20 maja 1952 pracownik centrali MBP w Warszawie – referent, a od 1 stycznia 1953 starszy referent Sekcji I Wydziału III Departamentu I, od 1 czerwca 1953 starszy referent Wydziału IX Departamentu I, od 1 października 1953 na etacie grupy politycznej Departamentu Szkolenia MBP, od 1 lipca 1954 kierownik Sekcji II Wydziału III Departamentu I. Od 1 kwietnia 1955 kierownik Sekcji II Wydziału IV Departamentu II KdsBP, od 1 kwietnia 1956 starszy oficer operacyjny tej sekcji, od 28 listopada 1956 zastępca naczelnika Wydziału IV Departamentu II MSW, od 1 lipca 1958 naczelnik Wydziału V Departamentu II MSW. Od 1 grudnia 1958 zastępca dyrektora Departamentu II MSW PRL, od 15 października 1960 naczelnik wydziału tego departamentu (na etacie niejawnym; był wówczas kierownikiem Podgrupy Operacyjnej MSW „Karpaty” w Berlinie), od 1 listopada 1964 ponownie zastępca dyrektora Departamentu II MSW, od 10 maja 1971 do dyspozycji dyrektora Departamentu Kadr MSW, od 1 do 8 czerwca 1971 starszy inspektor Grupy do Zleceń Specjalnych MSW.
10 maja 1971 zwolniony dyscyplinarnie, 8 czerwca 1971 aresztowany po zarzutem działalności w zorganizowanej grupie przestępczej dokonującej nielegalnego obrotu dewizami. Później skazany na 9 lat więzienia za udział w Aferze Zalew.
Pochowany na wojskowych Powązkach (kwatera AII-12-5).